# Охотюк, Никита Алексеевич
Никита Алексеевич Охотюк (род. 4 декабря 2000, Челябинск) — российский хоккеист, защитник клуба ЦСКА.

## Биография
Начинал играть в челябинской школе имени Макарова. На юниорском уровне играл за команды «Белые медведи» и «Трактор». В сезоне 2016/17 за «Белых медведей» провёл 19 матчей в МХЛ. На драфте CHL 2017 года под 16 номером был выбран клубом OHL «Оттава 67», за который стал играть с сезона 2017/18. На драфте НХЛ 2019 года был выбран под общим 61-м номером клубом «Нью-Джерси Девилз». Сезон 2020/21 провёл в фарм-клубе «Бингемтон Девилз» в AHL, с сезона 2021/22 — в клубе «Ютика Кометс». 21 апреля 2022 года в дебютной игре в НХЛ забросил шайбу в ворота «Баффало Сейбрз». До конца месяца провёл ещё четыре матча.
26 февраля 2023 был обменян в «Сан-Хосе Шаркс» как часть сделки по обмену Тимо Майера.
8 марта 2024 года был обменян в «Калгари Флэймз» на пик пятого раунда драфта 2024.
1 августа 2024 года подписал контракт на два года с хоккейным клубом ЦСКА.
Участник домашнего чемпионата мира среди юниорских команд 2018 года.